# Olivier Poubelle
Pour les articles homonymes, voir Poubelle (homonymie).
Olivier Poubelle, né le 12 juin 1960 à Évreux (France), est un producteur de spectacles. Il est diplômé d'une maîtrise d'histoire moderne à la Sorbonne. Il est tour à tour archiviste au musée des Beaux arts de Chartres puis administrateur du centre de Littérature orale. Il crée en 1987 et dirige jusqu'en 1995 la revue Dire. Il multiplie durant ces années les activités autour des pratiques de l'oralité avant d'orienter son activité vers l'organisation de concerts avec la société Astérios Spectacles] (musiques du monde, chansons françaises, rap).
Il construit au fil des ans un catalogue conséquent (Orelsan, Feu! Chatterton, Bachar Mar Khalifé, Kery James, Stephan Eicher, Olivia Ruiz, Raphaël, Maxime Le Forestier, Lous and the Yakuza, Mayra Andrade, Rilès, Petit Biscuit, Cali, Thomas Fersen, Sanseverino, Alex Beaupain, entre autres). 
Il acquiert la salle de la Maroquinerie en 2003, le Bataclan en 2004 (racheté en totalité par Lagardère Live Entertainment en juillet 2018 ) ainsi que la Flèche d'or en 2008,,dont il s'est séparé depuis. Il dirige également de 2013 à 2018 les Trois Baudets (sous le régime de la délégation de service public pour la ville de Paris).
En 2010 il prend la co-direction du Théâtre des Bouffes du Nord avec Olivier Mantei, avec lequel il rachète en 2021 le Théâtre de l'Athénée Louis-Jouvet. 
Olivier Poubelle a participé à de nombreuses commissions autour des musiques actuelles et des pratiques culturelles (mission Trautman, mission Latarjet, CNV, CNC).
Il est nommé officier des Arts et des Lettres en juillet 2013.
Il préside de 2015 à 2019 Radio Néo. 

## Le Jardin Imparfait
Aujourd'hui[Quand ?], il dirige Le Jardin Imparfait, qui regroupe l'ensemble de ses activités :
- la direction des salles de spectacles et théâtres parisiens  (La Maroquinerie, le Théâtre des Bouffes du Nord, le Théâtre de l'Athénée Louis-Jouvet).
- la production de spectacles Astérios Spectacles
- l'édition et la production phonographique (Silène Édition)
- un label de jazz et musique du monde (Komos)
- la production audiovisuelle (Les Canards Sauvages)
- le studio d'enregistrement Studio Pigalle

## Distinctions personnelles
- Chevalier de la Légion d'honneur (décret du 31 décembre 2023)[9]